# Abertura Trompowsky
A Abertura Trompowsky é uma abertura de xadrez caracterizada pelos lances (em notação algébrica):
1.d4 Cf6
2.Bg5
Ela foi criada e nomeada pelo enxadrista brasileiro Octávio Trompowsky (1897-1984).
Com o segundo movimento das brancas (2...Bg5) as brancas pretendem capturar o cavalo de f6, dobrando os peões negros. Mas essa não é uma ameaça certa, pois as pretas podem não dobrar seus peões, com vários lances, como por exemplo, 2...Ce4.
Após 1.d4 Cf6, as linhas mais comuns para as brancas são 2.c4 e 2.Cf3. Jogando 2.Bg5, as brancas evitam as Defesas Índias. As brancas também podem jogar 2.Bg5, após 1.d4 d5, evitando que o preto jogue 2...Cf6, e caso ele jogue, transpõe para uma variante descrita abaixo.

## Linhas Principais
As negras tem diversos movimentos para jogar contra 2.Bg5. Alguns evitam os peões dobrados, e outros o permitem.
- 2...Ce4 é a resposta mais usual. Apesar de não cumprir com a popular regra "Não mova a mesma peça mais de uma vez na abertura", este lance ataca o bispo de g5, forçando-o a também descumprir a mesma regra.
  - 3.h4 defende o bispo e agora o preto pode tentar lutar pelo centro e expulsar o bispo branco de c5 com 3...h6. As pretas não podem jogar 3...Cxg5?, pois, depois de 4.hxg5, a torre do rei branco estará em uma coluna semiaberta, ou seja, o branco está melhor, com uma vantagem temporária.
  - 3.Be3? é ruim, pois bloqueia o peão de e2. 3.Bc1?! é um movimento duvidoso pois o bispo volta para a casa inicial e perde um tempo sem nenhum plano visível. 3.Bd2 também não é um lance bom, pois o bispo recua demais e fica em uma casa muito tímida; pode ser seguido por 3...Cc6. Então, se o branco quiser recuar o bispo, as melhores casas são f4 e h4, e que pode ser respondida pelo preto com 3...c5, 3...d5 ou 3...g5.
  - 3.Cf3? é visto raramente, exceto no nível amador. Após 3...Cxg5 4.Cxg5 e5!, e as pretas estão melhores.
- 2...e6 também evita os peões dobrados, pois agora o cavalo está defendido pela dama. 2...e6 também abre a diagonal do bispo de casas pretas negro, permitindo seu desenvolvimento.
- 2...c5 é possível, pois luta pelo centro, apesar de permitir a captura do cavalo e os peões dobrados. O jogo fica igualado pois a desvantagem negra dos peões dobrados é compensada pela falta do par de bispos das brancas.
- 2...d5 também luta pelo centro, e permite os peões dobrados que serão compensados pela falta do par de bispos do branco.
- 2...g6 é um lance visualmente estranho, pois cria a debilidade na casa f6, mas é seguido de 3...exf6, 4...Bg7 e 5...f5, formando uma sólida estrutura de peões e com o bispo no fianqueto, em g7.

## Partidas
- Trompowsky vs Enzelins, Torneio de Munique, 1936

| 1.d4 Cf6 2.Bg5 d5 3.Bxf6 exf6 4.e3 Bd6 5.c4 dxc4 6.Bxc4 c6 7.Cc3 O-O 8.Dh5 De7 9.Ce2 Cd7 10. Cg3 g6 11.Df3 f5 12.h4 Bxg3 13.Dxg3 Df6 14.h5 Te8 15.hxg6 hxg6 16.O-O-O b5 17.Bb3 Dg7 18.Th4 Cf6 19.Th1 Be6 20.Dh2 Rf8 21.Th8+ Re7 22.Dc7+ Bd7 23.De5+ Rd8 24.Th1h7 1-0 |